# Crisis anoxémica
La crisis anoxémica es un cuadro médico caracterizado por la brusca caída de la saturación de oxígeno arterial, manifestándose como cianosis central y alteraciones en el nivel de conciencia. Es característico de la tetralogía de Fallot

## Fisiopatología
En la tetralogía de Fallot existe una estenosis pulmonar de tipo infundibular, en donde al haber una estimulación simpática aumenta el grado de obstrucción (se provoca un espasmo infundibular).

## Clínica
La clínica se caracteriza por cianosis de inicio agudo que en general se manifiesta durante los primeros 2 años de vida. Además, se pueden observar signos y síntomas de apremio respiratorio.

## Tratamiento
El tratamiento consiste en eliminar el evento gatillante, además de mejorar la saturación de oxígeno. Dentro del manejo inicial destaca el uso de oxígeno, beta-bloqueadores, morfina y manejo de mantención.